# Мураљионе (Беневенто)
Мураљионе је насеље у Италији у округу Беневенто, региону Кампанија.
Према процени из 2011. у насељу је живело 63 становника. Насеље се налази на надморској висини од 381 м.